# Satz von van Schooten
Der Satz von van Schooten, benannt nach dem niederländischen Mathematiker Frans van Schooten,  ist ein Lehrsatz der Dreiecksgeometrie, welcher Folgendes aussagt:

Gegeben sei ein gleichseitiges Dreieck {\displaystyle \Delta } der euklidischen Ebene mit den drei   Eckpunkten {\displaystyle A,\,B,\,C} und ein Punkt {\displaystyle P}  des Umkreises von  {\displaystyle \Delta }.
Ohne Beschränkung der Allgemeinheit sei {\displaystyle |{\overline {PA}}|} die größte der drei Streckenlängen {\displaystyle |{\overline {PA}}|,\,|{\overline {PB}}|,\,|{\overline {PC}}|}, d. h., {\displaystyle P} liegt auf dem Kreisbogen, der {\displaystyle B} und {\displaystyle C} verbindet.

Dann gilt {\displaystyle |{\overline {PA}}|=|{\overline {PB}}|+|{\overline {PC}}|}.
Der Satz ist eine einfache Folgerung aus dem Satz von Ptolemäus, nach dem in einem Sehnenviereck das Produkt der Längen der Diagonalen gleich der Summe der Produkte der Längen gegenüberliegender Seiten ist. Wendet man dies auf das Sehnenviereck {\displaystyle ABPC} in nebenstehender Skizze an, so erhält man
{\displaystyle {\overline {PA}}\cdot {\overline {BC}}={\overline {PC}}\cdot {\overline {AB}}+{\overline {PB}}\cdot {\overline {AC}}}
Da das Dreieck aber gleichseitig ist, gilt {\displaystyle {\overline {AB}}={\overline {AC}}={\overline {BC}}=:a}
und man erhält
{\displaystyle {\overline {PA}}\cdot a={\overline {PC}}\cdot a+{\overline {PB}}\cdot a}
Dividiert man diese Gleichung durch die Seitenlänge {\displaystyle a}, so erhält man die Behauptung des Satzes von van Schooten.